# Herald Sun Tour 2014
De 61e editie van de Herald Sun Tour was een wielerwedstrijd die plaatsvond van 5 tot en met 9 februari 2014. Startplaats was Melbourne en de finishplaats was Arthurs Seat. De ronde maakte deel uit van de UCI Oceania Tour 2014, in de wedstrijdcategorie 2.1. De titelhouder was de Australiër Calvin Watson. Dit jaar won zijn landgenoot Simon Clarke.

## Deelnemende ploegen
| WorldTour       | ProContinentaal  | Continentaal                          | Nationaal           |
| --------------- | ---------------- | ------------------------------------- | ------------------- |
| Orica-GreenEdge | Drapac Cycling   | African Wildlife Safaris Cycling Team | Australië           |
| Cannondale      | Unitedhealthcare | Avanti Cycling Team                   | Australië (U23)     |
| Garmin-Sharp    |                  | Team Budget Forklifts                 | Nieuw-Zeeland       |
|                 |                  | OCBC Singapore                        | Verenigd Koninkrijk |
|                 |                  | Rapha Condor JLT                      |                     |
|                 |                  | Synergy Baku Cycling Project          |                     |
|                 |                  | Terengganu Cycling Team               |                     |

## Etappe-overzicht
| etappe  | datum      | start             | finish       | afstand    | winnaar             | klassementsleider |
| ------- | ---------- | ----------------- | ------------ | ---------- | ------------------- | ----------------- |
| Proloog | 5 februari | Melbourne         | Melbourne    | 2,5 km ITT | Jack Bauer          | Jack Bauer        |
| 1e      | 6 februari | Geelong           | Ballarat     | 116 km     | Nathan Haas         | Nathan Haas       |
| 2e      | 7 februari | Ballarat          | Bendigo      | 163 km     | Simon Clarke        | Simon Clarke      |
| 3e      | 8 februari | Mitchelton Winery | Nagambie     | 156,1 km   | Robert-Jon McCarthy | Simon Clarke      |
| 4e      | 9 februari | Arthurs Seat      | Arthurs Seat | 124 km     | rit geannuleerd     | rit geannuleerd   |

## Etappe-uitslagen

### Proloog
| Melbourne - Melbourne (2,5 km (ITT)) |                    |                     |         |
| Plaats                               | Naam               | Ploeg               | Tijd    |
| Winnaar                              | Jack Bauer         | Garmin-Sharp        | 3'00"   |
| 2                                    | Thomas Scully      | Nieuw-Zeeland       | + 0'01" |
| 3                                    | Will Clarke        | Drapac              | + 0'02" |
| 4                                    | Felix English      | Rapha Condor JLT    | z.t.    |
| 5                                    | Nathan Haas        | Garmin-Sharp        | + 0'03" |
| 6                                    | Steele Von Hoff    | Garmin-Sharp        | + 0'04" |
| 7                                    | Rohan Dennis       | Garmin-Sharp        | + 0'05" |
| 8                                    | Neil Van der Ploeg | Avanti Cycling Team | z.t.    |
| 9                                    | Simon Clarke       | Orica-GreenEdge     | z.t.    |
| 10                                   | Germain Burton     | Verenigd Koninkrijk | + 0'06" |
|                                      |                    |                     |         |
| 30                                   | Thomas Dekker      | Garmin-Sharp        | + 0'09" |

### 1e etappe
| Geelong - Ballarat (116 km) |                    |                     |          |
| Plaats                      | Naam               | Ploeg               | Tijd     |
| Winnaar                     | Nathan Haas        | Garmin-Sharp        | 3u04'12" |
| 2                           | Matthew Goss       | Orica-GreenEdge     | z.t.     |
| 3                           | Jonathan Cantwell  | Drapac              | z.t.     |
| 4                           | Simon Clarke       | Orica-GreenEdge     | z.t.     |
| 5                           | Neil Van der Ploeg | Avanti Cycling Team | z.t.     |
| 6                           | Patrick Shaw       | Australië           | z.t.     |
| 7                           | Guillaume Boivin   | Cannondale          | z.t.     |
| 8                           | Simon Gerrans      | Orica-GreenEdge     | z.t.     |
| 9                           | Patrick Bevin      | Nieuw-Zeeland       | z.t.     |
| 10                          | Anthony Giacoppo   | Avanti Cycling Team | z.t.     |
|                             |                    |                     |          |
| 33                          | Thomas Dekker      | Garmin-Sharp        | z.t.     |

| Algemeen klassement |                    |                     |          |
| Plaats              | Naam               | Ploeg               | Tijd     |
| Gele trui           | Nathan Haas        | Garmin-Sharp        | 3u07'05" |
| 2                   | Jack Bauer         | Garmin-Sharp        | + 0'07"  |
| 3                   | Will Clarke        | Drapac              | + 0'09"  |
| 4                   | Matthew Goss       | Orica-GreenEdge     | z.t.     |
| 5                   | Steele Von Hoff    | Garmin-Sharp        | + 0'11"  |
| 6                   | Simon Clarke       | Orica-GreenEdge     | + 0'12"  |
| 7                   | Neil Van der Ploeg | Avanti Cycling Team | z.t.     |
| 8                   | Jonathan Cantwell  | Drapac              | z.t.     |
| 9                   | Simon Gerrans      | Orica-GreenEdge     | + 0'13"  |
| 10                  | Anthony Giacoppo   | Avanti Cycling Team | z.t.     |
|                     |                    |                     |          |
| 22                  | Thomas Dekker      | Garmin-Sharp        | + 0'16"  |

### 2e etappe
| Ballarat - Bendigo (163 km) |                    |                     |          |
| Plaats                      | Naam               | Ploeg               | Tijd     |
| Winnaar                     | Simon Clarke       | Orica-GreenEdge     | 4u05'01" |
| 2                           | Cameron Wurf       | Cannondale          | + 0'01"  |
| 3                           | Jack Haig          | Avanti Cycling Team | z.t.     |
| 4                           | Simon Gerrans      | Orica-GreenEdge     | + 1'11"  |
| 5                           | Guillaume Boivin   | Cannondale          | z.t.     |
| 6                           | Jonathan Cantwell  | Drapac              | z.t.     |
| 7                           | Nathan Haas        | Garmin-Sharp        | z.t.     |
| 8                           | Alberto Bettiol    | Cannondale          | z.t.     |
| 9                           | Neil Van der Ploeg | Avanti Cycling Team | z.t.     |
| 10                          | Patrick Shaw       | Australië           | z.t.     |
|                             |                    |                     |          |
| 67                          | Thomas Dekker      | Garmin-Sharp        | + 25'16" |

| Algemeen klassement |                    |                     |          |
| Plaats              | Naam               | Ploeg               | Tijd     |
| Gele trui           | Simon Clarke       | Orica-GreenEdge     | 7u12'08" |
| 2                   | Cameron Wurf       | Cannondale          | + 0'08"  |
| 3                   | Jack Haig          | Avanti Cycling Team | + 0'11"  |
| 4                   | Nathan Haas        | Garmin-Sharp        | + 1'09"  |
| 5                   | Neil Van der Ploeg | Avanti Cycling Team | + 1'21"  |
| 6                   | Jonathan Cantwell  | Drapac              | z.t.     |
| 7                   | Simon Gerrans      | Orica-GreenEdge     | + 1'22"  |
| 8                   | Glenn O'Shea       | Australië           | + 1'23"  |
| 9                   | Will Clarke        | Drapac              | z.t.     |
| 10                  | Cameron Meyer      | Orica-GreenEdge     | z.t.     |
|                     |                    |                     |          |
| 54                  | Thomas Dekker      | Garmin-Sharp        | + 25'30" |

### 3e etappe
| Mitchelton Winery - Nagambie (156,1 km) |                     |                  |          |
| Plaats                                  | Naam                | Ploeg            | Tijd     |
| Winnaar                                 | Robert-jon McCarthy | Australië U23    | 3u47'09" |
| 2                                       | Rico Rogers         | OCBC Singapore   | z.t.     |
| 3                                       | Felix English       | Rapha Condor JLT | z.t.     |
| 4                                       | Karl Menzies        | Unitedhealthcare | z.t.     |
| 5                                       | Daniel Klemme       | Synergy Baku     | z.t.     |
| 6                                       | Thomas Scully       | Nieuw-Zeeland    | z.t.     |
| 7                                       | Ji Wen Low          | OCBC Singapore   | z.t.     |
| 8                                       | Guillaume Boivin    | Cannondale       | z.t.     |
| 9                                       | Cameron Wurf        | Cannondale       | z.t.     |
| 10                                      | Steele Von Hoff     | Garmin-Sharp     | z.t.     |
|                                         |                     |                  |          |
| 68                                      | Thomas Rabou        | OCBC Singapore   | z.t.     |

| Algemeen klassement |                    |                     |           |
| Plaats              | Naam               | Ploeg               | Tijd      |
| Gele trui           | Simon Clarke       | Orica-GreenEdge     | 10u59'17" |
| 2                   | Cameron Wurf       | Cannondale          | + 0'08"   |
| 3                   | Jack Haig          | Avanti Cycling Team | + 0'11"   |
| 4                   | Nathan Haas        | Garmin-Sharp        | + 1'09"   |
| 5                   | Neil Van der Ploeg | Avanti Cycling Team | + 1'21"   |
| 6                   | Jonathan Cantwell  | Drapac              | z.t.      |
| 7                   | Simon Gerrans      | Orica-GreenEdge     | + 1'22"   |
| 8                   | Glenn O'Shea       | Australië           | + 1'23"   |
| 9                   | Cameron Meyer      | Orica-GreenEdge     | z.t.      |
| 10                  | Will Clarke        | Drapac              | z.t.      |
|                     |                    |                     |           |
| 53                  | Thomas Dekker      | Garmin-Sharp        | + 26'57"  |

### 4e etappe
Rit geannuleerd wegens extreme weersomstandigheden en het gevaar op bosbranden.

## Eindklassementen
| Plaats    | Naam               | Ploeg                    | Tijd     |
| --------- | ------------------ | ------------------------ | -------- |
| Gele trui | Simon Clarke       | Orica-GreenEdge          | 7u12'08" |
| 2         | Cameron Wurf       | Cannondale               | + 0'08"  |
| 3         | Jack Haig          | Avanti Cycling Team      | + 0'11"  |
| 4         | Nathan Haas        | Garmin-Sharp             | + 1'09"  |
| 5         | Neil Van der Ploeg | Avanti Cycling Team      | + 1'21"  |
| 6         | Jonathan Cantwell  | Drapac                   | z.t.     |
| 7         | Simon Gerrans      | Orica-GreenEdge          | + 1'22"  |
| 8         | Glenn O'Shea       | Australië                | + 1'23"  |
| 9         | Will Clarke        | Drapac                   | z.t.     |
| 10        | Cameron Meyer      | Orica-GreenEdge          | z.t.     |
| 11        | Mitchell Docker    | Orica-GreenEdge          | + 1'24"  |
| 12        | Alex Clements      | Australië U23            | + 1'28"  |
| 13        | Harry Carpenter    | Australië U23            | z.t.     |
| 14        | Lachlan Norris     | Drapac                   | z.t.     |
| 15        | Guillaume Boivin   | Cannondale               | + 1'29"  |
| 16        | Timothy Roe        | Budget Forklifts         | + 1'30"  |
| 17        | Darren Lapthorne   | Drapac                   | + 1'31"  |
| 18        | Rhys Gillett       | African Wildlife Safaris | z.t.     |
| 19        | Robert Power       | Australië U23            | z.t.     |
| 20        | Calvin Watson      | Australië                | + 1'32"  |
|           |                    |                          |          |
| 53        | Thomas Dekker      | Garmin-Sharp             | + 26'57" |

| Plaats      | Naam              | Ploeg           | Punten |
| ----------- | ----------------- | --------------- | ------ |
| Groene trui | Jack Anderson     | Drapac          | 16     |
| 2           | Simon Clarke      | Orica-GreenEdge | 14     |
| 3           | Jonathan Cantwell | Drapac          | 12     |

| Plaats      | Naam            | Ploeg               | Punten |
| ----------- | --------------- | ------------------- | ------ |
| Zwarte trui | Thomas Hamilton | Australië U23       | 52     |
| 2           | Jack Anderson   | Drapac              | 16     |
| 3           | Jack Haig       | Avanti Cycling Team | 16     |

| Plaats     | Naam           | Ploeg               | Punten    |
| ---------- | -------------- | ------------------- | --------- |
| Witte trui | Jack Haig      | Avanti Cycling Team | 10u59'28" |
| 2          | Alex Clements  | Australië U23       | + 1'17"   |
| 3          | Harry Capenter | Australië U23       | z.t.      |

## Klassementenverloop
| Etappe       | Winnaar             | Algemeen klassement · | Puntenklassement · | Bergklassement · | Jongerenklassement · |
| ------------ | ------------------- | --------------------- | ------------------ | ---------------- | -------------------- |
| Proloog      | Jack Bauer          | Jack Bauer            | niet uitgereikt    | niet uitgereikt  | Felix English        |
| 1            | Nathan Haas         | Nathan Haas           | Nathan Haas        | Thomas Hamilton  | Harry Carpenter      |
| 2            | Simon Clarke        | Simon Clarke          | Simon Clarke       | Thomas Hamilton  | Jack Haig            |
| 3            | Robert-jon McCarthy | Simon Clarke          | Jack Anderson      | Thomas Hamilton  | Jack Haig            |
| 4            | rit geannuleerd     | rit geannuleerd       | rit geannuleerd    | rit geannuleerd  | rit geannuleerd      |
| 0Eindstanden | 0Eindstanden        | Simon Clarke          | Jack Anderson      | Thomas Hamilton  | Jack Haig            |

Mannen:
1952 · 
1953 · 
1954 · 
1955 · 
1956 · 
1957 · 
1958 · 
1959 · 
1960 · 
1961 · 
1962 · 
1963 · 
1964 · 
1965 · 
1966 · 
1967 · 
1968 · 
1969 · 
1970 · 
1971 · 
1972 · 
1973 · 
1974 · 
1975 · 
1976 · 
1977 · 
1978 · 
1979 · 
1980 · 
1981 · 
1982 · 
1983 · 
1984 · 
1985 · 
1986 · 
1987 · 
1988 · 
1989 · 
1990 · 
1991 · 
1992 · 
1993 · 
1994 · 
1995 · 
1996 · 
1997 · 
1998 · 
1999 · 
2000 · 
2001 · 
2002 · 
2003 · 
2004 · 
2005 · 
2006 · 
2007 · 
2008 · 
2009 · 
2010 · 
2011 · 
2012 · 
2013 ·
2014 ·
2015 ·
2016 ·
2017 ·
2018 ·
2019 ·
2020
Vrouwen:
2018 ·
2019 ·
2020
 New Zealand Cycle Classic ·
 Herald Sun Tour